# Kortrijkse Zwemkring
Le Kortrijkse Zwemkring (KZK) est un club belge de natation et de water-polo installé à Courtrai.

## Historique
Le Kortrijkse Zwemkring est créé en 1977 et sa section de water-polo apparaît en 1981.
En water-polo, l'équipe première atteint la première division brièvement pendant la saison 1989-1990, puis durablement depuis 1991-1992. Rapidement alors, elle obtient ses premiers titres de champion. Elle remporte quatre titres consécutifs de 2006 à 2009 avec autant de doublé coupe-championnat.

## Palmarès water-polo masculin
- 10 titres de champion de Belgique : 1992, 1994, 1995, 1996, 2001, 2004, 2006, 2007, 2008 et 2009[3].
- 10 coupes de Belgique : 1994, 1996, 1998, 1999, 2001, 2005, 2006, 2007, 2008, 2009[4] et 2010[5].